# National Cricket League 2023/24
Der National Cricket League 2023/24 war die 25. Saison des nationalen First-Class-Cricket-Wettbewerbes in Bangladesch und wurde vom 12. Oktober bis zum 21. November 2023 ausgetragen. Gewinner war Dhaka Division, die ihre achte Meisterschaft gewannen.

## Format
Die acht Mannschaften spielten in zwei Divisionen gegen jedes andere Team jeweils zwei Mal. Für einen Sieg gibt es zwei Punkte, für ein Unentschieden einen Punkt, für ein Remis zwei und für ein abgesagtes Spiel einen Punkt. Die Mannschaft in der ersten Division mit den meisten Punkten am Saisonende gewinnt den Wettbewerb.

## Resultate

### Division 1
Tabelle
| Team             | Sp. | S | N | R | A | Punkte |
| ---------------- | --- | - | - | - | - | ------ |
| Dhaka Division   | 6   | 5 | 0 | 1 | 0 | 11     |
| Dhaka Metropolis | 6   | 1 | 2 | 3 | 0 | 5      |
| Sylhet Division  | 6   | 2 | 3 | 1 | 0 | 5      |
| Rangpur Division | 6   | 2 | 4 | 0 | 0 | 4      |

Spiele
| 12. – 15. Oktober Scorecard | Dhaka | Dhaka Division 166 (35.4) & 223 (61.5) | – | Rangpur Division 238 (73.1) & 128 (41.1) |
|                             |       | Dhaka Division gewinnt mit 23 Runs     |   |                                          |

| 12. – 15. Oktober Scorecard | Sylhet | Dhaka Metropolis 243 (85.2) & 212 (74.5) | – | Sylhet Division 251 (82.2) & 116 (48) |
|                             |        | Dhaka Metropolis gewinnt mit 88 Runs     |   |                                       |

| 19. – 22. Oktober Scorecard | Bogra | Sylhet Division 212 (71.2) & 116 (54.3) | – | Dhaka Division 256 (78.5) & 75-3 (18.2) |
|                             |       | Dhaka Division gewinnt mit 7 Wickets    |   |                                         |

| 19. – 22. Oktober Scorecard | Dhaka | Rangpur Division 119 (34.1) & 464 (121.4) | – | Dhaka Metropolis 173 (48) & 345 (78.1) |
|                             |       | Rangpur Division gewinnt mit 65 Runs      |   |                                        |

| 26. – 29. Oktober Scorecard | Cox’s Bazar | Dhaka Division 133-1d (20) | – | Dhaka Metropolis 49-4 (20) |
|                             |             | Remis                      |   |                            |

| 26. – 29. Oktober Scorecard | Khulna | Sylhet Division 415 (132.4)                           | – | Rangpur Division 159 (59) & 230 (83) (f/o) |
|                             |        | Sylhet Division gewinnt mit einem Innings und 26 Runs |   |                                            |

| 2. – 5. November Scorecard | Rajshahi | Rangpur Division 158 (67) & 178 (57.4) | – | Dhaka Division 321 (95.3) & 17-0 (3.2) |
|                            |          | Dhaka Division gewinnt mit 10 Wickets  |   |                                        |

| 2. – 5. November Scorecard | Cox’s Bazar | Dhaka Metropolis 601-5d (145.3) & 113-0 (23) | – | Sylhet Division 393 (156.5) |
|                            |             | Remis                                        |   |                             |

| 9. – 12. November Scorecard | Chittagong | Dhaka Division 266 (97.1) & 154 (55.2) | – | Sylhet Division 211 (92.5) & 157 (71.2) |
|                             |            | Dhaka Division gewinnt mit 52 Runs     |   |                                         |

| 9. – 12. November Scorecard | Khulna | Rangpur Division 435 (130.1) & 159 (46.3) | – | Dhaka Metropolis 295 (105.2) & 113-4 (35.5) |
|                             |        | Remis                                     |   |                                             |

| 18. – 21. November Scorecard | Cox’s Bazar | Dhaka Metropolis 180-3d (47) & 4-0 (1) | – | Dhaka Division 236-5d (46.2) |
|                              |             | Remis                                  |   |                              |

| 18. – 21. November Scorecard | Bogra | Sylhet Division 125 (38.2) & 442 (121) | – | Rangpur Division 181 (52.5) & 185 (47.4) |
|                              |       | Sylhet Division gewinnt mit 201 Runs   |   |                                          |

### Division 2
Tabelle
| Team                | Sp. | S | N | R | A | Punkte |
| ------------------- | --- | - | - | - | - | ------ |
| Chittagong Division | 6   | 5 | 1 | 0 | 0 | 10     |
| Khulna Division     | 6   | 4 | 2 | 0 | 0 | 8      |
| Rajshahi Division   | 6   | 2 | 4 | 0 | 0 | 4      |
| Barisal Division    | 6   | 1 | 5 | 0 | 0 | 2      |

Spiele
| 12. – 15. Oktober Scorecard | Chittagong | Chittagong Division 238 (78.2) & 308 (91.1) | – | Barisal Division 235 (82.2) & 224 (86.1) |
|                             |            | Chittagong Division gewinnt mit 87 Runs     |   |                                          |

| 12. – 15. Oktober Scorecard | Rajshahi | Khulna Division 288 (72.4) & 334-5d (76.1) | – | Rajshahi Division 81 (27.5) & 141 (38) |
|                             |          | Khulna Division gewinnt mit 400 Runs       |   |                                        |

| 19. – 22. Oktober Scorecard | Sylhet | Chittagong Division 242 (76.5) & 175 (64.5) | – | Khulna Division 285 (73.3) & 136-9 (42.1) |
|                             |        | Khulna Division gewinnt mit 1 Wicket        |   |                                           |

| 19. – 22. Oktober Scorecard | Rajshahi | Rajshahi Division 209 (76.3) & 192 (61.1) | – | Barisal Division 233 (79.1) & 159 (61.3) |
|                             |          | Rajshahi Division gewinnt mit 9 Runs      |   |                                          |

| 26. – 29. Oktober Scorecard | Sylhet | Rajshahi Division 309 (90.4) & 182 (46.5) | – | Chittagong Division 437 (127.4) & 57-1 (10) |
|                             |        | Chittagong Division gewinnt mit 9 Wickets |   |                                             |

| 26. – 29. Oktober Scorecard | Bogra | Khulna Division 142 (53.1) & 225 (63.4) | – | Barisal Division 221 (82.5) & 147-3 (43.2) |
|                             |       | Barishal Division gewinnt mit 7 Wickets |   |                                            |

| 2. – 5. November Scorecard | Sylhet | Chittagong Division 298 (89.3) & 256-9d (66) | – | Barisal Division 200 (75.5) & 54 (40) |
|                            |        | Chittagong Division gewinnt mit 300 Runs     |   |                                       |

| 2. – 5. November Scorecard | Sylhet | Rajshahi Division 185 (59.3) & 178 (54.4)              | – | Khulna Division 472 (135.1) |
|                            |        | Khulna Division gewinnt mit einem Innings und 109 Runs |   |                             |

| 9. – 12. November Scorecard | Rajshahi | Khulna Division 155 (58.4) & 294 (58.4)   | – | Chittagong Division 189 (54.1) & 262-6 (60.2) |
|                             |          | Chittagong Division gewinnt mit 4 Wickets |   |                                               |

| 9. – 12. November Scorecard | Bogra | Barisal Division 196 (66.1) & 218 (65)  | – | Rajshahi Division 191 (68.3) & 224-5 (69.5) |
|                             |       | Rajshahi Division gewinnt mit 5 Wickets |   |                                             |

| 18. – 21. November Scorecard | Chittagong | Rajshahi Division 189 (48.2) & 124 (44.5) | – | Chittagong Division 290 (79.5) & 24-0 (2.2) |
|                              |            | Chittagong gewinnt mit 10 Wickets         |   |                                             |

| 18. – 21. November Scorecard | Khulna | Barisal Division 239 (73.2) & 46 (22.3) | – | Khulna Division 214 (76.4) & 75-1 (7.4) |
|                              |        | Khulna Division gewinnt mit 9 Wickets   |   |                                         |